# Wera Grigorjewna Kamyschewa-Jelpatjewskaja
Wera Grigorjewna Kamyschewa-Jelpatjewskaja (russisch Вера Григорьевна Камышева-Елпатьевская; * 22. Julijul. / 4. August 1901greg. in Saratow; † 8. Februar 1993 in St. Petersburg) war eine sowjetische bzw. russische Paläontologin und Hochschullehrerin.

## Leben
Sie wurde am 4. August 1901 in Saratow in einer Bauernfamilie geboren.
Nachdem sie 1918 das Nikolajewski-Frauengymnasium mit einer Goldmedaille abgeschlossen hatte, arbeitete sie als Volkslehrerin, studierte gleichzeitig an Wasserbau-Volkskursen, um dann an geologischen Expeditionen teilzunehmen.
Von 1920 bis 1924 studierte Kamyschewa an der Universität Saratow Geologie und Mineralogie in der Naturwissenschaft-Abteilung der Physik-Mathematik-Fakultät. Darauf arbeitete sie in der Moskauer Abteilung des Geologischen Komitees als Hydrogeologin unter der Leitung Fjodor Sawarenskis.
Ab 1927 arbeitete und lehrte Kamyschewa an der Universität Saratow zunächst als Laborantin, dann Assistentin, Dozentin und schließlich Professorin und Leiterin des Lehrstuhls für Geologie. Sie berichtete über ihre Forschungsarbeit auf dem Internationalen Geologenkongress 1937 in Moskau. Ihre Kandidat-Dissertation über die Jura-Ammoniten im Umland des Eltonsees verteidigte sie 1938 mit Erfolg für die Promotion zur Kandidatin der geologisch-mineralogischen Wissenschaften. Die erste Ausgabe des ersten Atlas der Leitformen der fossilen Fauna des Saratower Wolga-Gebiets, der von Juri Orlow sehr geschätzt wurde, veröffentlichte sie 1947. Weitere Ausgaben folgten. Sie verteidigte 1948 an der Lomonossow-Universität Moskau erfolgreich ihre Doktor-Dissertation über Jura-Sedimente und -Fauna im südöstlichen europäischen Teil der UdSSR für die Promotion zur Doktorin der geologisch-mineralogischen Wissenschaften.
Kamyschewa wurde 1948 zur Professorin ernannt und leitete nun bis 1962 den Lehrstuhl für Geologie-Geschichte und Paläontologie. Dazu war sie Vizedekanin der Geologie-Fakultät, wissenschaftliche Leiterin der Abteilung für Biostratigraphie und Paläontologie und wissenschaftliche Sekretärin und Vizedirektorin des Forschungsinstituts für Geologie der Universität Saratow.
Danach lehrte Kamyschewa am
Pädagogischen Herzen-Institut Leningrad ab 1962 und leitete den Lehrstuhl für Geologie und Mineralogie, um schließlich dort ab 1971 als Beraterin zu wirken. Sie gehörte zu den Gründern der Saratower Abteilung der Paläontologischen Allunionsgesellschaft  und wurde 1972 zum Ehrenmitglied der Gesellschaft gewählt.

## Ehrungen, Preise
- Orden des Roten Banners der Arbeit
- Medaille „Für heldenmütige Arbeit im Großen Vaterländischen Krieg 1941–1945“[1]